# Jorge Garcia
Jorge Garcia (Omaha, Nebraska, 1973. április 28. –) amerikai színész-komikus. 
Először Hector Lopezként tűnt fel a Becker című show-ban. Hugo Reyes szerepével vált ismertté a Lost – Eltűntek című drámasorozatban. Színpadi humoristaként is tevékenykedik.

## Életrajza
Garcia a nebraskai Omahában született, chilei származású apja és kubai anyja gyermekeként. Dél-Kaliforniában nevelkedett, és a San Clemente Középiskolában tanult. Végzősként megkapta a „Triton of the Year” nevezetű kitüntetést, ami a legnagyobb elismerés, amit egy negyedikes kaphatott.
Garcia volt az első színész, akit beválasztottak a Lost-ba. A szereplőválogatás megkezdése előtt a producerek látták őt a Félig üres című komédia-sorozatban, és egyből tudták, hogy ő kell nekik. A készítők speciálisan az ő személyére alakították ki a karaktert. A Lost miatt Garciának el kellett szalasztania nővére esküvőjét is. Fontos karaktere volt a Tales from the Crapper című filmnek. Egy szerencsétlen flótást alakított, aki a szerelemben volt a legszerencsétlenebb.
Garcia megjelent a Celebrity Poker Showdown című televíziós játék nyolcadik évadjának 2. részében. Michael Ian Black miatt vesztette el a játszmát. Nyereményét egy rászoruló gyerekeket támogató alapítványnak ajánlotta fel. Továbbá a Russian Roulette című játékban is részt vett, de itt sem aratott túl sok babért.

## Filmográfia
- Egyszer volt, hol nem volt (2012-2013) - Anton, az óriás
- Így jártam anyátokkal (2011) - Blitz, epizódszerep
- Deck_the_Halls (2006) – Wallace
- Little Athens (2005) – Pedro
- A humor forrása / The Good Humor Man (2005) – Mt. Rushmore
- Our Time Is Up (2004) – Gardener
- Happily Ever After (2004) – Chris
- Lost - Eltűntek (2004–2010) – Hugo "Hurley" Reyes
- Curb Your Enthusiasm (2004) – Drug dealer
- Tales from the Crapper (2004) – Raccoon Head
- Becker (2003–2004) – Hector Lopez
- Columbo: Columbo legveszélyesebb éjszakája / Columbo: Columbo Likes the Nightlife (2003) – Julius
- The Slow and the Cautious (2002) – Teddy
- Kerge város / Spin City (2001) – Cabbie
- King of the Open Mic's (2000) – Meatloag
- Tomorrow by Midnight (1999) – Jay
- Raven's Ridge (1997) – Monty